# 요셉의 아들
《요셉의 아들》(프랑스어: Le Fils de Joseph)은 2016년 공개된 프랑스와 벨기에 영화이다. 미국계 프랑스인 감독 외젠 그린이 연출했다. 자신의 친부를 찾기 위한 소년 뱅상의 이야기를 다루었다. 제66회 베를린 영화제 포럼 섹션에서 상영되었다.

## 줄거리
영화는 십 대 소년 뱅상이 자신의 친아버지가 누구인지 알지 못한 채 자라면서 이야기가 시작된다. 그는 자신의 존재에 대한 의문을 품고 진실을 찾아 나선다. 그러던 중 뱅상은 자신의 아버지가 파리의 냉소적인 편집자라는 사실을 알게 되고, 그를 만나고자 시도한다. 그 과정에서 뱅상은 예상치 못한 인물들과 만나게 되는데, 뱅상의 어머니 마리, 뱅상의 아버지인 요셉, 그리고 오스카 포르므노르 등 다양한 인물들이 등장한다. 뱅상은 아버지와의 만남을 통해 자신의 정체성과 가족에 대한 복잡한 감정을 느끼게 되며, 자신이 속한 세상과 관계에 대해 새롭게 인식하게 된다. 영화는 뱅상의 여정을 따라가며, 가족, 사랑, 그리고 개인적인 정체성의 의미를 탐구한다.

## 출연진
- 빅토르 에장피스 - 뱅상
- 나타샤 레니에 - 마리
- 파브리치오 론조네 - 조제프
- 마티외 아말리크 - 오스카르
- 마리아 데 메데이로스 - 비올레트
- 쥘리아 드 가스케 - 베르나데트
- 자크 보나페 - 농민
- 크리스텔 프로 - 필로멘
- 아드리앵 미쇼 - 필리베르
- 루이즈 모아티 - 여배우
- 클레르 르필리아트르 - 가수
- 뱅상 뒤메트르 - 테오르보 연주자